# Мидл (полуостров)
Мидл (англ. Middle Peninsula) — второй из трех крупнейших полуостровов на западном берегу Чесапикского залива в штате Виргиния, США. Он расположен между реками Раппаханнок и Йорк. На его территории находятся шесть округов: Эссекс, Глостер, Кинг-энд-Куин, Кинг-Уильям, Матьюс и Мидлсекс. Полуостров известен своей спокойной деревенской жизнью, огородами и рыбной ловлей.
На полуострове нет крупных городов и почти отсутствует индустрия. Здесь находятся всего несколько небольших городков: Уэст-Пойнт с бумажной фабрикой и Делтавилл. Городок Эрбанна известен своей туристической индустрией.
На полуострове существуют две резервации: индейцев Паманки и индейцев Маттапонай.